# De Zhi Fu
De Zhi Fu (translitera del 傅德志) ( n. 1952 ) es un profesor, y botánico chino.
- La abreviatura «D.Z.Fu» se emplea para indicar a De Zhi Fu como autoridad en la descripción y clasificación científica de los vegetales.[1]